# Меркадо Харрин, Эдгардо
Лу́ис Эдга́рдо Мерка́до Харри́н (исп. Luis Edgardo Mercado Jarrín, 19 сентября 1919, Лима, Перу — 18 июня 2012, там же) — перуанский государственный и военный деятель, премьер-министр Перу (1973—1975).

## Биография
Окончил Национальный колледж в Taкне, затем — военное училище Чоррильос.
- 1946 год — произведён в капитаны, стал помощником президента Хосе Бустаманте у Риверо
- 1948—1951 годы — инструктор в школе артиллерии (Escuela де Artilleria Peruano-дель-Ejército), с 1951 года — её профессор
- 1955—1960 годы — глава департамента исследований и развития в Высшей военной академии (Высшей школе Guerra), одновременно начальник артиллерийской группы Mariscal Mar Nr. 6
- 1960—1963 годы — начальник информационного отдела, затем — начальник штаба первого лёгкого дивизиона
- 1963—1966 годы — профессор Центра прикладных военных исследований
- 1966—1968 годы — директор по связям с общественностью армейской академии (Escuela Mayor del Ejército), а затем — командир Центра военного образования. Одновременно был профессором коммуникаций и стратегии в Национальной Школе исследований
- 1968—1971 годы — после военного путча был назначен министром иностранных дел Перу
- 1972—1973 годы — главнокомандующий армией
- 1973—1975 годы — премьер-министр Перу

В 1975 году вышел на пенсию и занимался научно-публицистической деятельностью.